# Oxyurichthys keiensis
Oligolepis keiensis es una especie de peces de la familia de los Gobiidae en el orden de los Perciformes. Originalmente asignado al género Oligolepis, en 2015 fue clasificado dentro del género Oxyurichthys.

## Morfología
Los machos pueden llegar a alcanzar los 7 cm de longitud total.

## Hábitat
Es un pez  de clima tropical y demersal.

## Distribución geográfica
Se encuentra desde Inhaca (Mozambique) hasta la desembocadura del río Fish (Sudáfrica), incluyendo las Seychelles y  Madagascar. 

## Observaciones
Es inofensivo para los humanos. 